# Dictyostelium
Dictyostelium Bref., 1869 è un genere  di amebe appartenente all'ordine Dictyosteliida della classe Stelamoebea.

Comprende specie che vivono in forma unicellulare nel terreno del sottobosco.

## Descrizione e biologia
Questi organismi si cibano di batteri e si riproducono asessualmente, ma possiedono la singolare capacità di formare aggregati pluricellulari in caso di condizioni ambientali avverse, in particolare in carenza di cibo. La forma aggregata, prende il nome di pseudoplasmodio, assomiglia ad una lumaca e come tale è in grado di spostarsi alla ricerca di condizioni migliori. In condizioni ambientali opportune, la forma migrante, dà origine ad un corpo fruttifero, supportato da un peduncolo, in grado di produrre spore di resistenza che germinano in condizioni ambientali favorevoli, dando origine a nuove amebe. La specie maggiormente studiata è Dictyostelium discoideum, considerata un modello della biologia dello sviluppo, in quanto è in grado di effettuare la chemiotassi, ossia è in grado di indirizzare il proprio movimento verso una maggiore concentrazione di sostanze attraenti; attua inoltre un processo di embriogenesi, di differenziazione cellulare, comunica per formare aggregati, trasduce i segnali e compie fagocitosi.